# Liste der Monuments historiques in Gruyères
Die Liste der Monuments historiques in Gruyères führt die Monuments historiques in der französischen Gemeinde Gruyères auf.

## Liste der Immobilien
| Bezeichnung         | Beschreibung                                       | Standort              | Kennzeichnung | Schutzstatus | Datum | Bild           |
| ------------------- | -------------------------------------------------- | --------------------- | ------------- | ------------ | ----- | -------------- |
| Château de Gruyères | Ende des 16. Jahrhunderts erbaut, 1835 umgestaltet | Rue Principale (Lage) | PA08000012    | Inscrit      | 2010  | weitere Bilder |